# Асаи (Индия)
Асаи (также встречается Ассаи или Ассайе) — небольшая деревня в округе Джална штата Махараштра на западе Индии. В 1803 году эта деревня была местом битвы при Асаи между государством маратхов и Британской Ост-Индской компанией.
Это сражение стало первой настоящей победой молодого генерала Артура Уэлсли (позже герцога Веллингтона). В нём он командовал сильно уступающими противнику по численности объединёнными силами британских и сепайских полков против армии маратхов. Уэлсли всегда описывал эту битву как свою величайшую военную победу.